# Nowy Dwór Gdański
Nowy Dwór Gdański (Duits: Tiegenhof) is een stad in het Poolse woiwodschap Pommeren, gelegen in de powiat Nowodworski. De oppervlakte bedraagt 5,06 km², het inwonertal 9997 (2005).
De plaats ligt tussen Gdańsk en Elbląg.

## Afbeeldingen

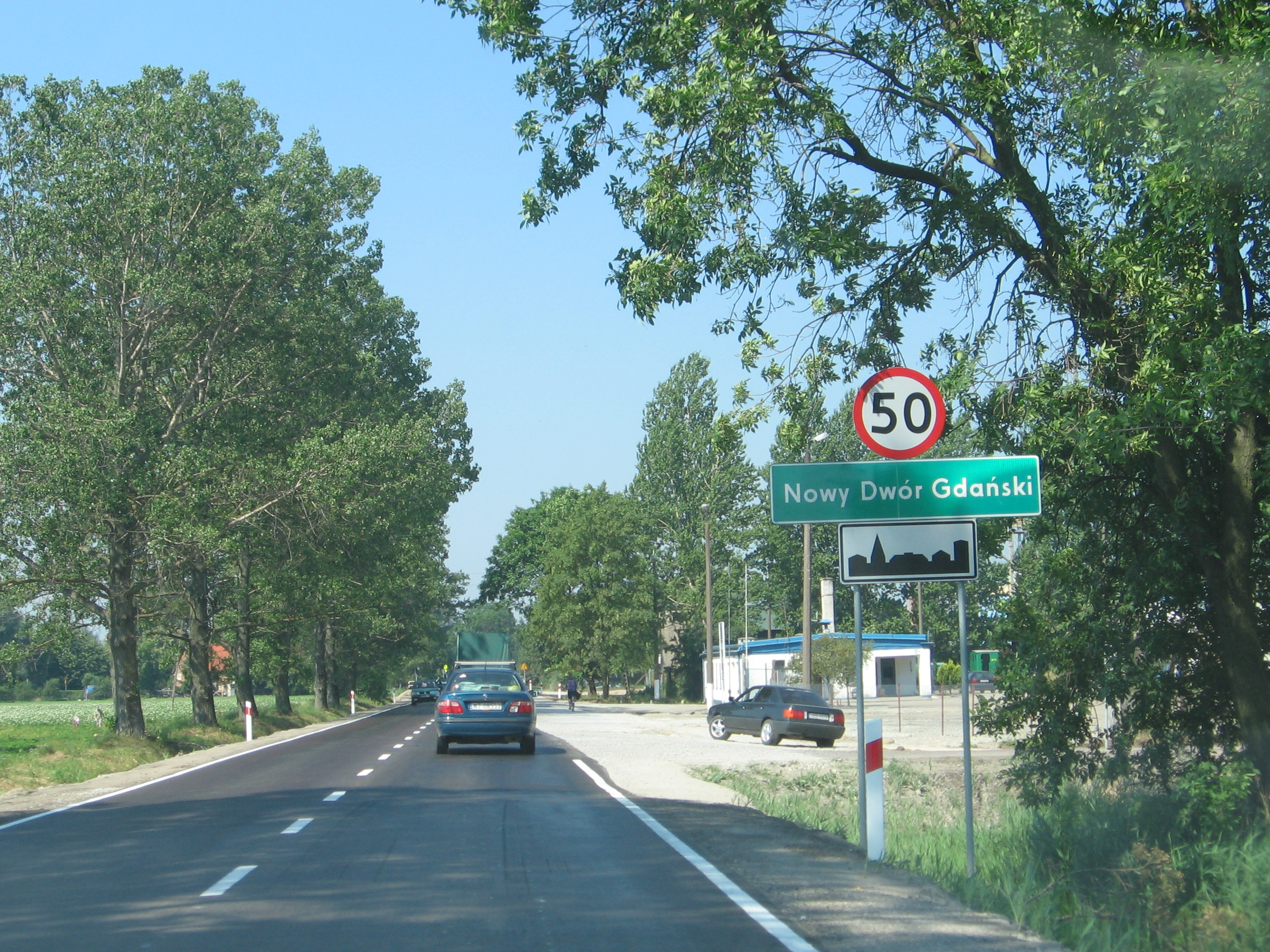
Toegangsweg

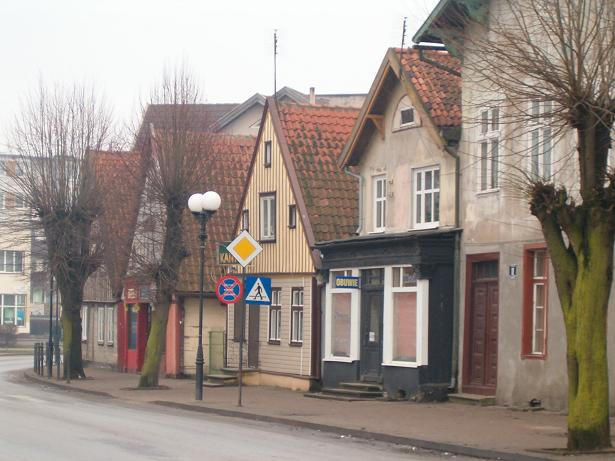
Straat